# Leônidas (Soldatov)
Leônidas (em russo:  Леонид; nascido: Estevão Gennadieviche Soldatov, em russo:  Степан Геннадьевич Солдатов, transl. Stepan Gennadievich Soldatov; 08 de julho de 1984, Alapaevsk, Sverdlovski, RSFSR, URSS) é um religioso russo, hierarca da Igreja Ortodoxa Russa, atualmente bispo da Eparquia da Argentina e América do Sul desde 2020.

## Biografia
Nascido em 8 de julho de 1984 em Alapaevski, Oblast de Sverdlovsk, em uma família de operários.
Em 1995, começou a realizar obediências no mosteiro masculino de Alapaevski em construção, servindo no altar no pátio do mosteiro, na Igreja de Catarina.
Em 1999, ele se formou na escola secundária nº 2 em Alapaevski.
De 1999 a 2003 estudou na escola de Medicina de Alapaevski. De 2003 a 2009 estudou na Academia Médica Estatal de Ural na Faculdade de Medicina e Prevenção. De 2009 a 2011 fez residência clínica na especialidade de cirurgia.
A partir de  2011, foi cirurgião no hospital municipal de Alapaevski. Em 2012, lecionou a disciplina "Enfermagem em Cirurgia" na filial de Alapaevski da Faculdade Médica Regional de Sverdlovski.
A partir de 2016, foi membro do conselho de Ética e Deontologia e, a partir de 2018, secretário do conselho médico do hospital municipal de Alapaevski.
De 2011 a 2016 estudou no Seminário Teológico de Ecaterimburgo na faculdade pastoral e teológica.
Em 29 de abril de 2012, foi tonsurado no pequeno esquema com o nome "Leônidas", em homenagem ao mártir Leônidas de Corinto, pelo abade do mosteiro dos Novos Mártires e Confessores da Igreja russa em Alapaevski.
Em 3 de junho de 2012, na catedral da Santíssima Trindade de Kamenski-Uralski, Oblast de Sverdlovski, foi ordenado diácono, e em 15 de julho do mesmo ano, como presbítero.
De 18 de agosto de 2012, foi decano do mosteiro dos Novos Mártires e Confessores da Igreja russa em Alapaevski.
De 18 de janeiro de 2013 a 15 de maio de 2013, foi confessor do convento das mártires grã-duquesa Isabel e freira Varvara em Alapaevski.
De 18 de fevereiro a 30 de abril de 2014 foi decano do distrito monástico da diocese de Kamenski. De 30 de abril a 12 de outubro de 2014 foi decano do recém-formado distrito de Alapaevski. De 12 de outubro de 2014 a 26 de agosto de 2015, foi responsável pela interação da Igreja e da sociedade da diocese de Kamenski. De 20 de abril de 2015 a 16 de janeiro de 2016, foi responsável pela implementação do projeto "Em memória da Grã-duquesa ..." (vencedor do concurso "Iniciativa Ortodoxa").
De 21 de julho a 8 de outubro de 2018, foi assistente do abade do mosteiro dos Santos Portadores da Paixão Real na diocese de Ecaterimburgo.

### Episcopado
Por decisão do Santo Sínodo de 28 de dezembro de 2018, foi eleito bispo de Alapaevsk e Irbitski. Em 31 de dezembro de 2018, foi elevado a arquimandrita. Em 3 de janeiro de 2019 foi nomeado bispo e em 6 de janeiro consagrado. Em 11 de março de 2020, por decisão do Santo Sínodo, foi eleito bispo da Argentina e da América do Sul.
É Membro da Sociedade Imperial Ortodoxa Palestina desde 19 de abril de 2019.

## Prêmios

### Eclesiásticos
- Medalha de São Dalmácio de Iset, 1ª classe - Diocese de Shadrinski (2019).[1][13]

### Outros
- Medalha "Crescente de Prata" da Administração Espiritual dos Muçulmanos do Oblast de Sverdlovski - Muftiato Central (2020).[1]